# Saint-Aignan-le-Jaillard
Saint-Aignan-le-Jaillard je francouzská obec v departementu Loiret v regionu Centre-Val de Loire. V roce 2012 zde žilo 604 obyvatel.

## Sousední obce
Lion-en-Sullias, Ouzouer-sur-Loire, Saint-Florent, Sully-sur-Loire, Villemurlin

## Vývoj počtu obyvatel
Počet obyvatel 